# Leonardo Totè
Leonardo Totè (Negrar, 8 luglio 1997) è un cestista italiano.

## Carriera

### Club
È cresciuto cestisticamente nelle giovanili della Scaligera Basket Verona e poi nella Reyer Venezia. Nell'agosto del 2015 passa in prestito al Basket Brescia Leonessa facendo esperienza in Serie A2, conquistando successivamente anche la promozione in Serie A con la società lombarda. Nell'estate del 2016, passa sempre con la formula del prestito alla Scaligera Basket Verona facendo così ritorno dopo cinque anni, nella squadra della sua città natale, militando in Serie A2 girone Est, dove rimane per due stagioni. Nel giugno del 2018 viene nuovamente girato in prestito all'Aurora Basket Jesi società di Serie A2 militante sempre del girone Est. Nell'estate del 2019 viene ingaggiato dalla Victoria Libertas Pesaro società di Serie A dove disputa la sua prima stagione nella massima serie italiana di pallacanestro. L'8 giugno 2020 firma un contratto triennale con la Fortitudo Bologna.
Viene ingaggiato poi dal Napoli Basket ma dopo una stagione di sole 4 partite giocate lascia la città partenopea per accasarsi di nuovo con Victoria Libertas Pesaro. 
Disputa un’ottima stagione 2023-24 da protagonista ma non basta per la salvezza della squadra marchigiana. Verrà ingaggiato poi nuovamente dal Napoli Basket l’11 giugno 2024. Nell'estate del 2025 firma per l'Olimpia Milano.

### Nazionale
Con la maglia azzurra prende parte ai Campionati mondiali Under-17 nel 2014, ai Campionati europei Under-18 nel 2014 e nel 2015, ai Campionati mondiali Under-19 nel 2015, ai Campionati europei Under-20 nel 2016 e nel 2017 e ai Giochi del Mediterraneo nel 2018 con la Nazionale 3×3 Under-23 nei quali vince la medaglia d'argento. Nel 2019 partecipa con la Nazionale 3x3 Under-23 a Fiba World Cup 2019 (Lanzhou China).

## Statistiche

### LBA

#### Regular Season
| Anno      | Squadra           | PG  | PT  | MP   | TC%  | 3P%  | TL%  | RP  | AP  | PRP | SP  | PP   |
| --------- | ----------------- | --- | --- | ---- | ---- | ---- | ---- | --- | --- | --- | --- | ---- |
| 2019-2020 | V.L. Pesaro       | 14  | 13  | 22,0 | 59,1 | 0,0  | 43,7 | 6,0 | 0,4 | 0,4 | 1,1 | 9,5  |
| 2020-2021 | Fortitudo Bologna | 27  | 24  | 19,6 | 54,3 | 21,9 | 54,7 | 3,7 | 1,1 | 0,5 | 0,8 | 8,7  |
| 2021-2022 | Fortitudo Bologna | 14  | 12  | 19,1 | 63,5 | 20,0 | 50,0 | 4,3 | 0,3 | 0,3 | 0,6 | 9,7  |
| 2021-2022 | Napoli Basket     | 9   | 4   | 13,0 | 35,7 | 0,0  | 75,0 | 3,6 | 0,0 | 0,3 | 0,0 | 3,3  |
| 2022-2023 | V.L. Pesaro       | 28  | 28  | 15,1 | 58,8 | 20,0 | 59,4 | 2,5 | 0,8 | 0,2 | 0,2 | 7,0  |
| 2023-2024 | V.L. Pesaro       | 25  | 24  | 24,7 | 50,9 | 0,0  | 70,5 | 5,1 | 1,0 | 0,6 | 0,9 | 13,1 |
| Carriera  | Carriera          | 117 | 105 | 17,6 | 55,2 | 16,1 | 59,8 | 3,7 | 0,7 | 0,4 | 0,6 | 8,3  |

#### Playoffs
| Anno     | Squadra     | PG | PT | MP   | TC%  | 3P% | TL%  | RP  | AP  | PRP | SP  | PP  |
| -------- | ----------- | -- | -- | ---- | ---- | --- | ---- | --- | --- | --- | --- | --- |
| 2023     | V.L. Pesaro | 4  | 4  | 17,3 | 58,1 | 0,0 | 25,0 | 4,1 | 1,0 | 0,3 | 0,5 | 9,3 |
| Carriera | Carriera    | 4  | 4  | 17,3 | 58,1 | 0,0 | 25,0 | 4,1 | 1,0 | 0,3 | 0,5 | 9,3 |

### Serie A2
Stagione regolare
| Stagione        | Squadra          | Competizione | Partite | Partite | Partite | Statistiche tiro | Statistiche tiro | Statistiche tiro | Altre statistiche | Altre statistiche | Altre statistiche | Altre statistiche | Altre statistiche |
| Stagione        | Squadra          | Competizione | Pres.   | Titol.  | Minuti  | Tiri da 2        | Tiri da 3        | Liberi           | Rimb.             | Assist            | Rubate            | Stopp.            | Punti             |
| --------------- | ---------------- | ------------ | ------- | ------- | ------- | ---------------- | ---------------- | ---------------- | ----------------- | ----------------- | ----------------- | ----------------- | ----------------- |
| 2015-2016       | Leonessa Brescia | Serie A2     | 24      | 0       | 186     | 13/30            | 6/29             | 4/12             | 24                | 3                 | 5                 | 5                 | 48                |
| 2016-2017       | Scaligera Verona | Serie A2     | 30      | 0       | 566     | 35/58            | 20/73            | 10/16            | 79                | 19                | 14                | 26                | 140               |
| 2017-2018       | Scaligera Verona | Serie A2     | 25      | 0       | 402     | 30/54            | 12/44            | 20/30            | 71                | 10                | 6                 | 11                | 116               |
| 2018-2019       | Aurora Jesi      | Serie A2     | 30      | 30      | 963     | 148/261          | 19/49            | 54/111           | 214               | 24                | 18                | 42                | 407               |
| Totale carriera |                  |              |         |         |         |                  |                  |                  |                   |                   |                   |                   |                   |

Play-off
| Stagione        | Squadra          | Competizione | Partite | Partite | Partite | Statistiche tiro | Statistiche tiro | Statistiche tiro | Altre statistiche | Altre statistiche | Altre statistiche | Altre statistiche | Altre statistiche |
| Stagione        | Squadra          | Competizione | Pres.   | Titol.  | Minuti  | Tiri da 2        | Tiri da 3        | Liberi           | Rimb.             | Assist            | Rubate            | Stopp.            | Punti             |
| --------------- | ---------------- | ------------ | ------- | ------- | ------- | ---------------- | ---------------- | ---------------- | ----------------- | ----------------- | ----------------- | ----------------- | ----------------- |
| 2015-2016       | Leonessa Brescia | Serie A2     | 15      | 0       | 87      | 7/10             | 4/15             | 3/5              | 13                | 0                 | 5                 | 2                 | 29                |
| 2016-2017       | Scaligera Verona | Serie A2     | 8       | 0       | 124     | 10/12            | 6/19             | 0/0              | 18                | 7                 | 3                 | 4                 | 38                |
| 2017-2018       | Scaligera Verona | Serie A2     | 7       | 0       | 87      | 6/12             | 3/10             | 5/10             | 17                | 1                 | 1                 | 3                 | 26                |
| Totale carriera |                  |              |         |         |         |                  |                  |                  |                   |                   |                   |                   |                   |

## Palmarès
- Campionato italiano dilettanti: 1

Basket Brescia Leonessa: 2015-16